# Nina Dobrev
Pour les articles homonymes, voir Dobrev.
Nina Dobrev est une actrice et mannequin bulgaro-canadienne, née le 9 janvier 1989 à Sofia (Bulgarie). Elle fait ses débuts de comédienne dans la série dramatique canadienne Degrassi : La Nouvelle Génération dans laquelle elle jouait Mia Jones de 2006 à 2009.
Elle devient une star mondiale lorsqu'elle interprète les rôles d'Elena Gilbert, de Katherine Pierce et de nombreux autres dans la série dramatique/fantastique américaine Vampire Diaries. Elle tient ces rôles de façon régulière des saisons 1 à 6 avant de revenir en tant qu'invitée dans la huitième et dernière saison de la série en 2017. De plus, Nina Dobrev était en couple avec Ian Somerhalder lors du tournage de la serie .
Parallèlement à la série, elle se lance du côté du cinéma avec des apparitions remarquées dans des films aux genres très variés : la comédie dramatique Le Monde de Charlie (2012), la comédie d'action Cops : Les Forces du désordre (2014) ainsi que la comédie horrifique Scream Girl (2015).
En 2017, elle est à l'affiche de xXx: Reactivated, troisième volet de la série de films d'action xXx, aux côtés de Vin Diesel ainsi que du film de science fiction Flatliners, secondant Elliot Page.
En 2019, elle est à l'affiche de l'éphémère sitcom Fam (en).

## Biographie

### Enfance et formation
Née Nikolina Kamenova Konstantinova Dobreva (Николина Каменова Константинова Добрева) à Sofia en Bulgarie le 9 janvier 1989, Nina Dobrev est âgée de deux ans lorsque ses parents bulgares s'installent à Toronto au Canada. Son père, Kamen Dobrev, est informaticien et sa mère, Michaela Dobreva (née Radeva), est une artiste peintre. Elle a un frère aîné, Aleksander Dobrev (né le 13 mars 1984). Ses parents divorcent lorsqu'elle est âgée de dix ans ; elle retourne en Bulgarie avec sa mère et son frère, où ils resteront pendant deux ans avant de retourner à Toronto. Le 9 mai 2002, sa mère se remarie avec un Français originaire d'Avignon, rencontré durant leur séjour en Bulgarie.
Nina étudie à l'école primaire J. B. Tyrrell Sr. Public School à Toronto où elle prend des cours de danse classique, de danse jazz, ainsi que de gymnastique. Elle devient rapidement une gymnaste de haut niveau, participant à de nombreuses compétitions - notamment internationales, mais choisit de mettre fin à sa carrière sportive pour se concentrer sur sa vocation d'actrice.
Après avoir obtenu son diplôme de fin d'études secondaires, elle intègre l'école d'arts dramatiques Wexford Collegiate School for the Arts de Scarborough, avant d'étudier la sociologie à l'université Ryerson de Toronto. Elle y sera major de sa promotion avant d'arrêter ses études en 2008, à 19 ans, pour se concentrer sur sa carrière d'actrice. Elle prend ensuite des cours de comédie à l'Armstrong Acting Studios de Toronto.

### Débuts remarqués et révélation

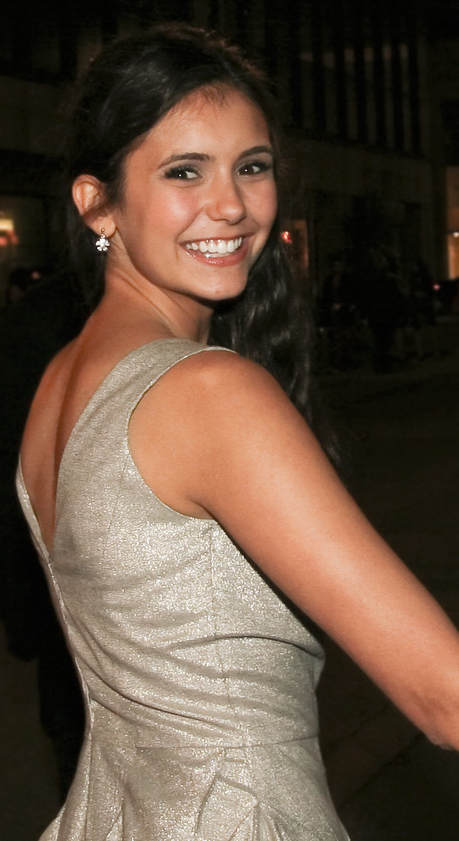
Nina Dobrev au festival international du film de Toronto en septembre 2008.

Nina a lancé sa carrière d'actrice en 2006, à l’âge de 17 ans, en jouant dans de nombreux films canadiens : Loin d'elle, Fugitive Pieces ou encore The Poet. Cette même année, elle obtient le rôle de Mia Jones, une lycéenne de 16 ans pom-pom girl et apprentie mannequin maman d'une fillette de 3 ans, dans la série dramatique canadienne, Degrassi : La Nouvelle Génération - qui est un spin-off de la série canadienne des années 1980-90, Les Années collège.
Grâce à ce rôle, elle commence à se faire un nom dans le milieu de la télévision, ce qui lui permet de jouer dans différents téléfilms comme Mon voisin le loup-garou (The Werewolf Next Door) ou encore The American Mall.
En 2007, elle est à l'affiche d'une production du réseau Lifetime, Le Secret de ma fille réalisé par Douglas Jackson aux côtés de Jennifer Grant et Catherine Mary Stewart.

En 2008, elle auditionne pour le rôle d'Elena Gilbert dans la série dramatique/fantastique américaine, Vampire Diaries - inspirée du roman Journal d'un vampire de L. J. Smith. Elle obtient le rôle principal et, tout au long de la série, Nina joue plusieurs rôles ; notamment celui de Katherine Pierce, d'Amara Petrova (et de Tatia Petrova dans The Originals) les doubles de son personnage originel. L'épisode pilote est diffusé le 10 septembre 2009 sur la chaîne américaine The CW et, très rapidement, la série s'impose comme l'un des rendez-vous phares de la chaîne, avec une communauté très active. 

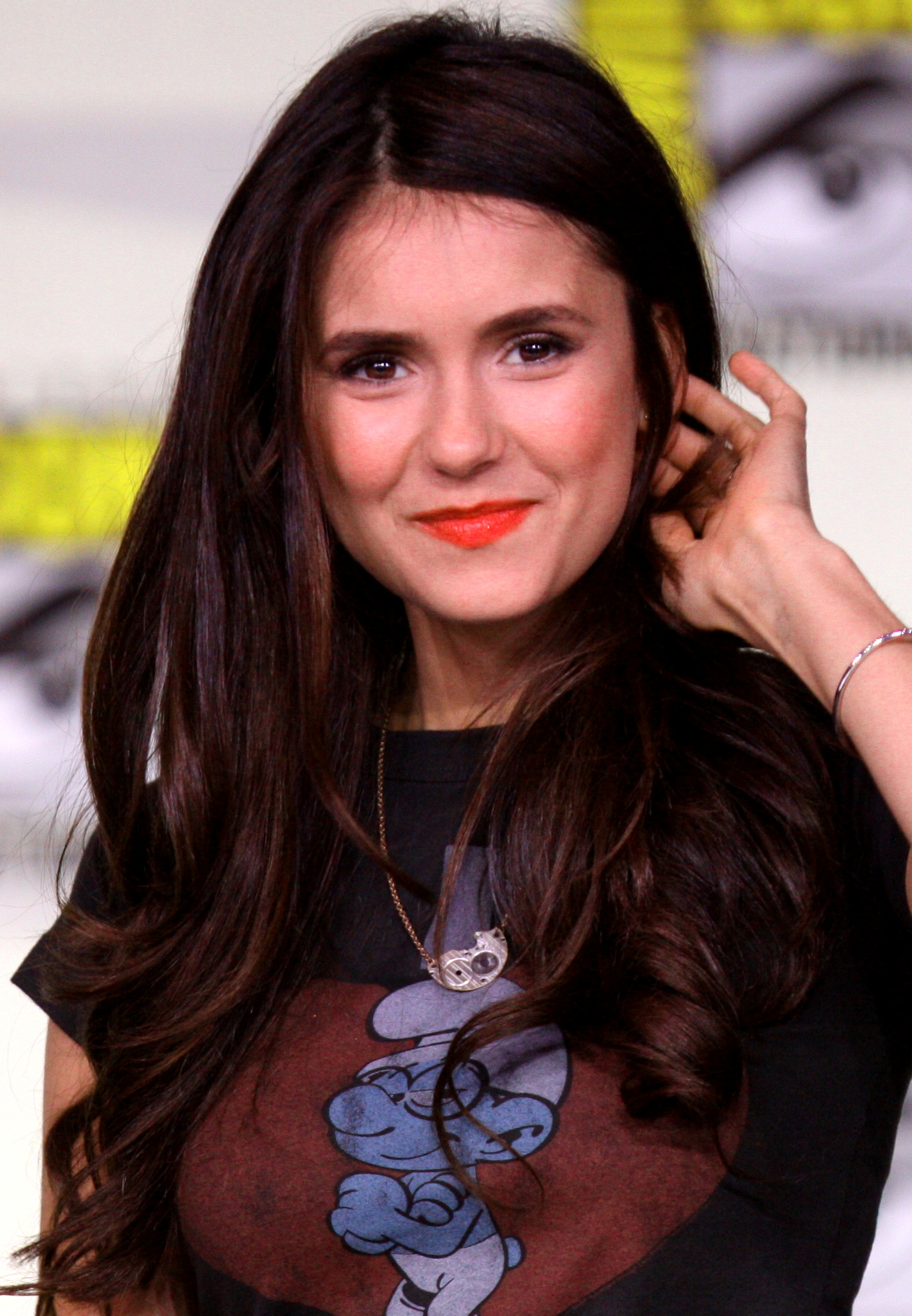
Nina Dobrev au Comic-Con de San Diego en juillet 2011.

En 2009, Nina participe à son premier projet d'envergure pour le thriller Chloé, d'Atom Egoyan, où elle tient un petit rôle, aux côtés de Julianne Moore et d'Amanda Seyfried.
En 2011, elle joue aussi un petit rôle dans le thriller The Roommate, aux côtés de Minka Kelly et Leighton Meester. Cette même année, elle incarne la jeune épouse enceinte du personnage de Kellan Lutz dans le vidéofilm d'action, Arena.
En 2012, elle décroche son premier grand rôle au cinéma dans la comédie dramatique indépendante, Le Monde de Charlie - une adaptation cinématographique du roman Pas raccord de Stephen Chbosky, aux côtés de Logan Lerman et d'Emma Watson, couronnée d'un succès critique.

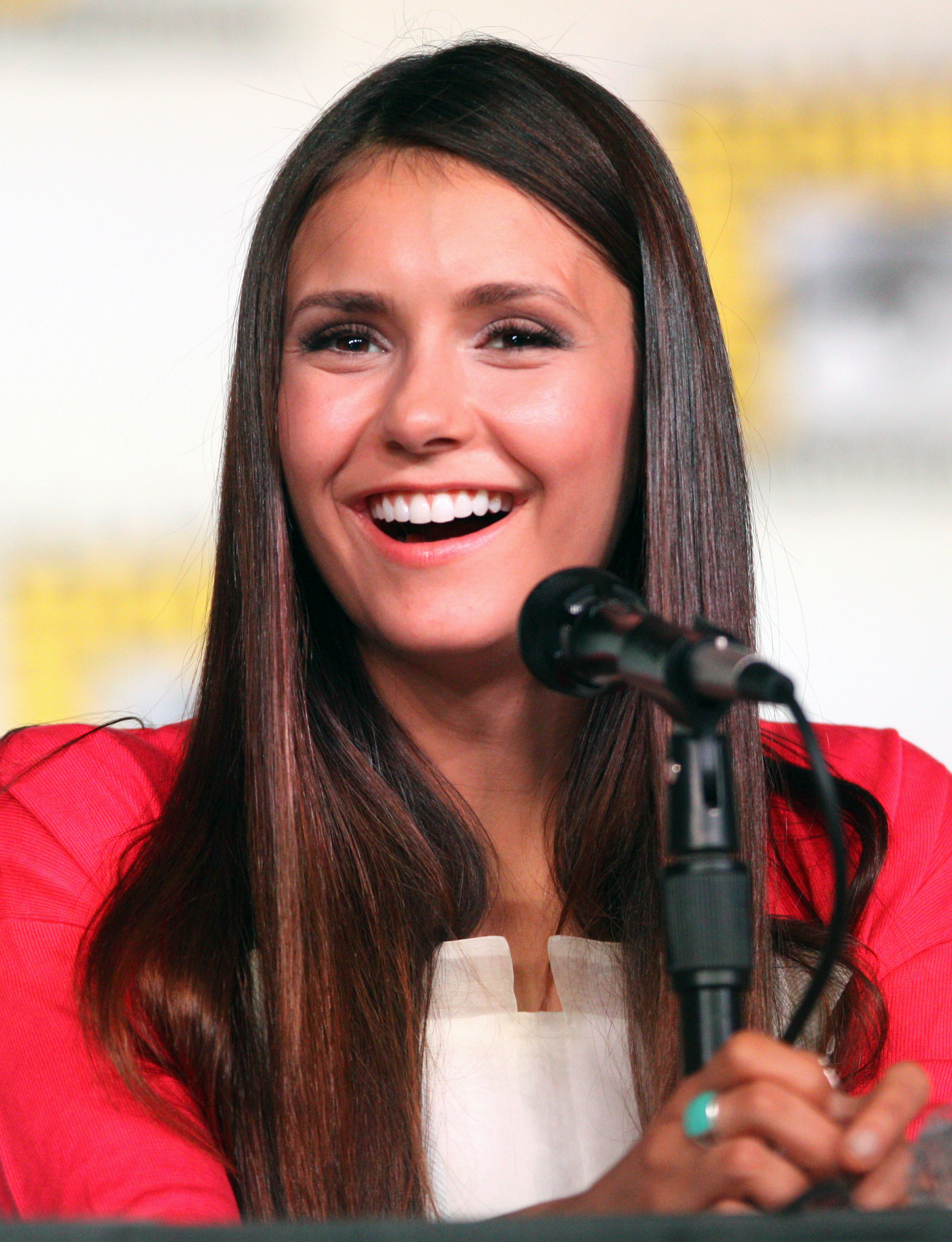
Nina Dobrev au Comic-Con de San Diego en 2012.

En 2014, elle décroche le premier rôle féminin de la comédie d'action, Cops : Les Forces du désordre, aux côtés de Damon Wayans Jr. et Jake Johnson. Cependant, le film obtient des critiques globalement négatives, mais il a un succès convenable dans le box-office. Au printemps 2014, Nina tourne en Louisiane la comédie horrifique, Scream Girl, qui est sorti au cinéma en octobre 2015.

### Ascension cinématographique
Le 6 avril 2015, Nina Dobrev annonce sur son compte Instagram qu'elle quitte la série Vampire Diaries au terme de la saison 6.
En janvier 2016, il est annoncé qu'elle jouera dans le prochain film d'action, xXx : Reactivated, aux côtés de Vin Diesel, Samuel L. Jackson, Ruby Rose et Wu Yifan (Kris Wu). Le film a été tourné entre janvier et juin 2016 au Canada, en Ontario, et sort au cinéma en janvier 2017. En fin d'exploitation, le film cumule plus de 346 millions de dollars de recettes, un succès. L'interprétation de Dobrev est également saluée par une citation pour le Teen Choice Awards de la meilleure actrice dans un film d'action, un prix finalement remporté par Gal Gadot pour Wonder Woman.
En avril 2016, il est annoncé que Nina a rejoint le casting du prochain film de science-fiction horrifique, Flatliners, aux côtés d'Elliot Page, Diego Luna et Kiersey Clemons. Le tournage du film a commencé en juillet 2016 à Toronto, et s'est terminé début septembre 2016 ; le film sort au cinéma en fin d'année 2017.

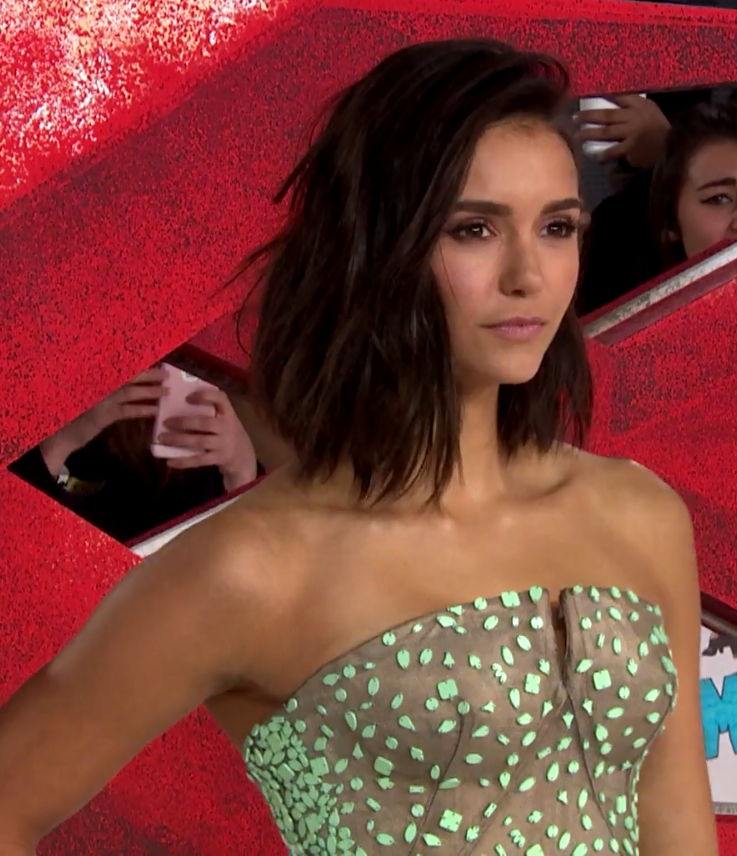
Lors de l'avant-première londonienne de XXX: Reactivated, en 2017.

Entre-temps, elle est aussi à l'affiche de la comédie Mon coup d'un soir, mon ex et moi avec Domhnall Gleeson, Christina Applegate et Thomas Haden Church qui divise la critique.

Fin juillet 2016, la créatrice de Vampire Diaries, Julie Plec, a révélé lors du Comic-Con qu'il est possible que Nina revienne dans la huitième saison - qui sera la dernière saison de la série,,. En janvier 2017, il est confirmé que Nina reviendra dans le dernier épisode de la huitième et dernière saison de Vampire Diaries. En août, l'actrice devient l'ambassadrice de la marque Reebok.

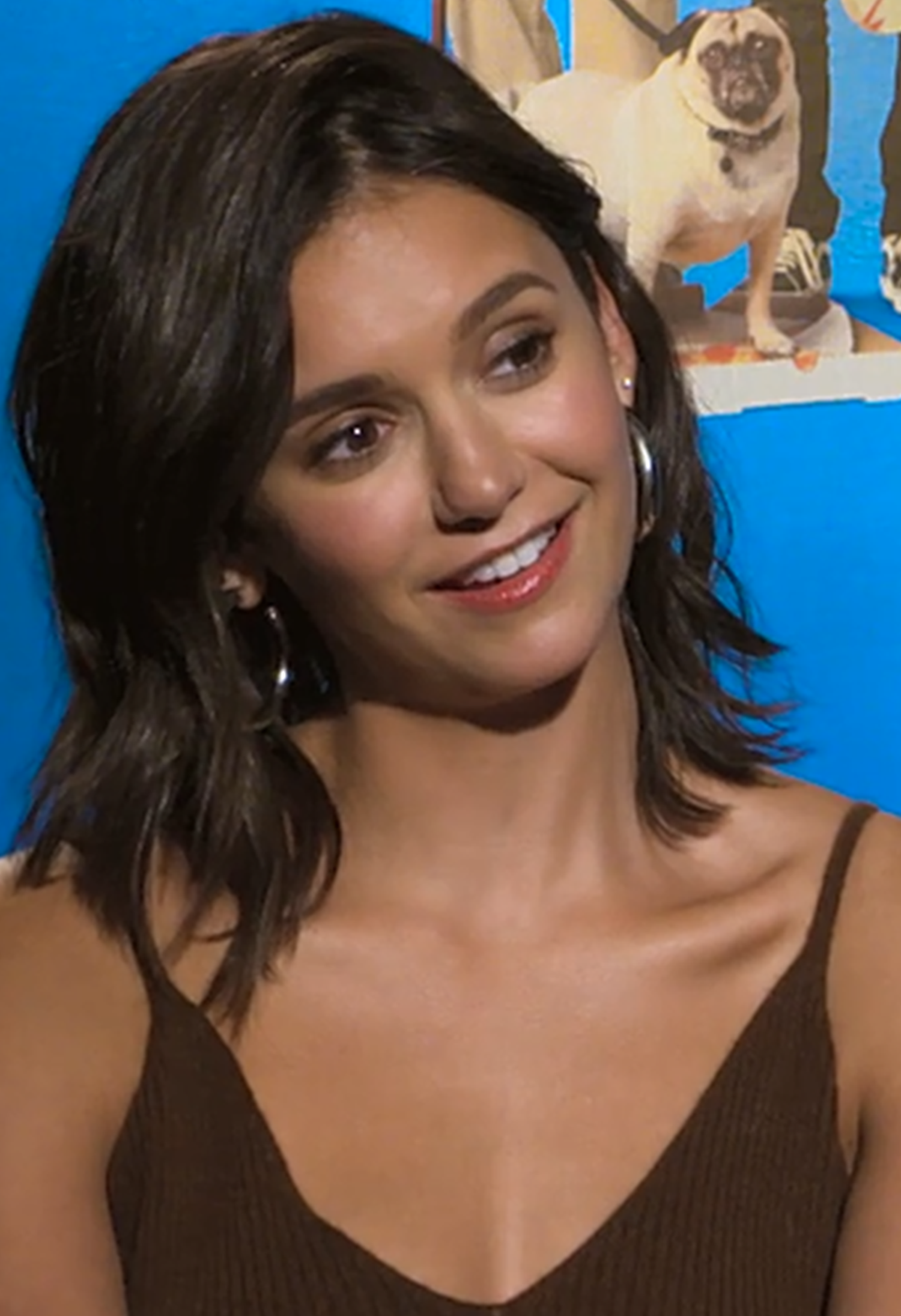
Nina Dobrev lors d'une interview pour la promotion du film Dog Days en 2018.

Pour 2018, elle est à l'affiche de divers longs métrages : la comédie romantique La Liste de nos rêves aux côtés de Maisie Williams et Asa Butterfield ainsi que la comédie familiale Dog Days de Ken Marino avec Vanessa Hudgens, Finn Wolfhard et Eva Longoria.
Elle surprend également en acceptant d'incarner l'héroïne d'une nouvelle sitcom comique Fam (en), diffusée sur le réseau CBS à partir de 2019,. Cependant, les audiences sont insuffisantes et la série est arrêtée au bout d'une courte saison de treize épisodes. En dépit de cette annulation prématurée, Nina Dobrev remporte le Teen Choice Awards de la meilleure actrice dans une série télévisée comique lors de la 21e cérémonie qui se déroule en 2019.
Cette année-là, elle est à l'affiche du drame indépendant Run This Town (en), présenté lors de la South by Southwest. Puis, elle est le premier rôle féminin du premier long métrage de Roger Avary comme réalisateur depuis Glitterati (2004), le film franco-canadien Lucky Day, partageant la vedette avec l'Australien Luke Bracey.
En 2020, elle tourne dans plusieurs films. Elle partage l'affiche du film Redeeming Love (en) de D. J. Caruso avec Abigail Cowen, Famke Janssen et Eric Dane. Le film s'inspire de la romance historique du même nom de Francine Rivers (en) publiée en 1991 et se déroulant au temps de la ruée vers l'or des années 1850 en Californie.
Dans le même temps, elle fait ses débuts comme productrice déléguée pour la comédie féminine Sick Girl dans lequel elle occupe le rôle titre aux côtés de Wendi McLendon-Covey et Ray McKinnon. Cette production raconte l'histoire d'une jeune femme qui souhaite se rapprocher de ses amis d'enfance.
Le 14 août 2020, Netflix a annoncé qu'elle sera à l'affiche de la comédie romantique Love Hard avec Jimmy O. Yang et Darren Barnet  réalisé par Hernán Jiménez,.
En 2021 elle devient ambassadrice des parfums de la maison Dior

### Vie privée
De février 2010 à mai 2013, Nina Dobrev a une relation très médiatisée avec l'acteur américain Ian Somerhalder, son partenaire dans Vampire Diaries. Elle fréquente ensuite brièvement le danseur américain Derek Hough durant quelques mois en 2013. Elle est, par la suite, en couple avec l'acteur américain Austin Stowell d'avril 2015 à février 2016, avant de fréquenter l'acteur américain Glen Powell de décembre 2016 à novembre 2017. De novembre 2018 à octobre 2019, elle est en couple avec le scénariste et réalisateur américain Grant Mellon (né le 23 septembre 1986).
Depuis décembre 2019, elle partage sa vie avec le triple champion olympique américain Shaun White,. Le couple annonce ses fiançailles le 30 octobre 2024.

## Filmographie

### Cinéma

#### Longs métrages
- 2006 : Loin d'elle (Away from Her) de Sarah Polley : Monica
- 2007 : How She Move (Danse avec Raya) de Ian Iqbal Rashid : une fille dans la salle de bains
- 2007 : The Poet de Damian Lee : Rachel
- 2007 : Fugitive Pieces de Jeremy Podeswa : Bella
- 2008 : Repo! The Genetic Opera de Darren Lynn Bousman : Jeune addict au zydrate
- 2009 : Chloé (Chloe) de Atom Egoyan : Anna
- 2011 : The Roommate de Christian E. Christiansen : Maria
- 2011 : Arena de Jonah Loop : Lori Lord
- 2012 : Le Monde de Charlie (The Perks of Being a Wallflower) de Stephen Chbosky : Candace Kelmeckis
- 2014 : Cops : Les Forces du désordre (Let's Be Cops) de Luke Greenfield : Josie
- 2015 : Scream Girl (The Final Girls) de Todd Strauss-Schulson : Vicki Summers
- 2017 :  xXx : Reactivated (xXx: Return of Xander Cage) de D. J. Caruso : Rebecca "Becky" Clearidge
- 2017 : L'Expérience interdite : Flatliners de Niels Arden Oplev : Marlo
- 2017 : Mon coup d'un soir, mon ex et moi (Crash Pad) de Kevin Tent : Hannah
- 2018 : Dog Days de Ken Marino : Elizabeth
- 2018 : La Liste de nos rêves de Peter Hutchings : Izzy
- 2019 : Run This Town (en) de Ricky Tollman : Ashley
- 2019 : Lucky Day de Roger Avary : Chloe
- 2021 : Redeeming Love (en) de D. J. Caruso : Mae
- 2021 : Sick Girl de Jennifer Cram : Wren Pepper (également productrice déléguée)
- 2021 : Love Hard de Hernán Jiménez : Natalie
- 2023 : Gangsters par alliance (The Out-Laws) de Tyler Spindel : Parker McDermott
- 2024 : The Bricklayer de Renny Harlin : Kate Bannon
- 2024 : Reunion de Chris Nelson : Amanda Tanner

#### Courts métrages
- 2006 : Repo! The Genetic Opera de Darren Lynn Bousman : Teenage Zytrate Addict
- 2008 : Mookie's Law de Al Mukadam : Rosabella
- 2009 : You Got That Light de Brent Geisler : Une fille
- 2009 : Joyeux Noël Madagascar de David Soren : Cupidon, le petit renne (animation, voix originale)

### Télévision

#### Téléfilms
- 2006 : Une mère à l'épreuve de Kelly Makin : Frannie McKenzie, plus jeune
- 2007 : Le Secret de ma fille de Douglas Jackson : Justine
- 2007 : Mariage et Conséquences de Michel Poulette : Jessica Carpenter
- 2008 : Mon voisin le loup-garou de Brenton Spencer : Loren Hansett
- 2008 : American Voice de Shawn Ku : Ally Sheperd
- 2009 : Degrassi Goes Hollywood de Stefan Brogren : Mia Jones
- 2011 : Arena, les gladiateurs de la mort de Jonah Loop : Lori

#### Séries télévisées
- 2006-2009 : Degrassi : La Nouvelle Génération : Mia Jones (52 épisodes)
- 2008 : The Border : Maia (saison 1, épisode 13 et saison 2, épisode 7)
- 2009 : Eleventh Hour : Grace Dahl (saison 1, épisode 12)
- 2009-2017 : Vampire Diaries : Elena Gilbert (saisons 1 à 6 et 8) / Katherine Pierce (saisons 1 à 5 et 8) et Amara Petrova (saison 5) - 134 épisodes)
- 2014 : The Originals : Tatia Petrova (saison 2, épisode 5)
- 2017 : Workaholics : Courtnee (saison 7, épisode 8)
- 2019 : Fam (en) : Clem (13 épisodes)

Prochainement
- 2024 : Women 99 (en préproduction)

#### Séries d'animation
- 2011 : Les Griffin : l'ennemie de Lois au lycée (saison 9, épisode 13)
- 2011 : The Super Hero Squad Show : Ellen (saison 2, épisode 17)
- 2014 : Robot Chicken : Cortana / Abby / Jenny Curran (saison 7, épisode 9)

### Clips
- 2009 : You Got That Light de Wade Allain-Marcus & David Baum
- 2018 : I’m Upset de Drake

## Distinctions

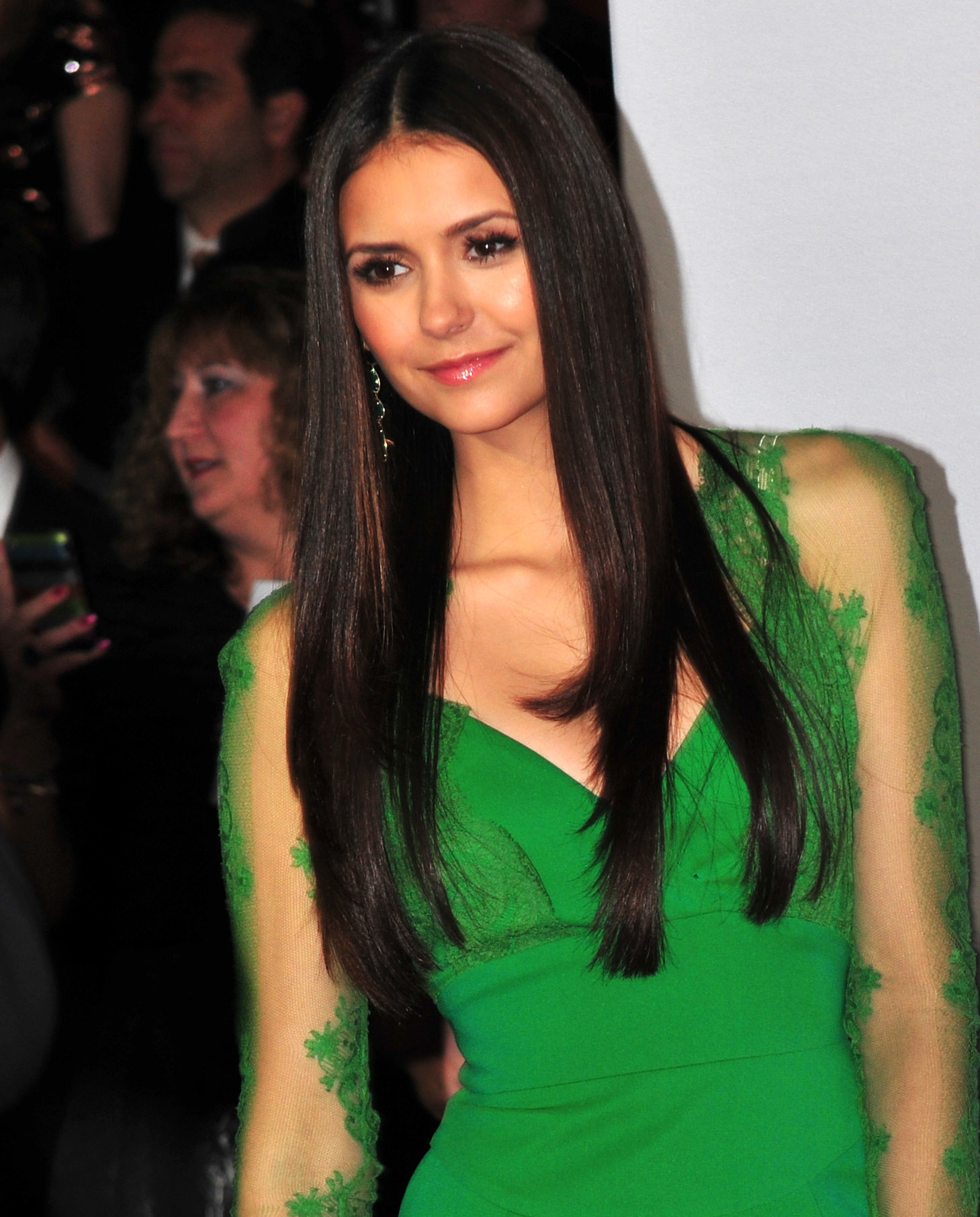
L'actrice aux People's Choice Awards de 2012.

### Récompenses
- 12e cérémonie des Teen Choice Awards 2010 : Meilleure actrice dans une série télévisée dramatique pour Vampire Diaries (2009-2017) pour le rôle d'Elena Gilbert.
- 12e cérémonie des Teen Choice Awards 2010 : Meilleur espoir dans une série télévisée dramatique pour Vampire Diaries (2009-2017) pour le rôle d'Elena Gilbert.
- 13e cérémonie des Teen Choice Awards 2011 : Meilleure actrice dans une série télévisée dramatique pour Vampire Diaries (2009-2017) pour le rôle d'Elena Gilbert.
- 38e cérémonie des People's Choice Awards 2012 : Actrice dramatique préférée dans une série télévisée dramatique pour Vampire Diaries (2009-2017) pour le rôle d'Elena Gilbert.
- 14e cérémonie des Teen Choice Awards 2012 : Meilleure actrice dans une série télévisée dramatique pour Vampire Diaries (2009-2017) pour le rôle d'Elena Gilbert.
- 15e cérémonie des Teen Choice Awards 2013 : Meilleure actrice dans une série télévisée dramatique pour Vampire Diaries (2009-2017) pour le rôle d'Elena Gilbert.
- 40e cérémonie des People's Choice Awards 2014 : Alchimie à l'écran préférée dans une série télévisée dramatique pour Vampire Diaries (2009-2017) partagée avec Ian Somerhalder.
- 16e cérémonie des Teen Choice Awards 2014 : Meilleure actrice dans une série télévisée dramatique pour Vampire Diaries (2009-2017) pour le rôle d'Elena Gilbert.
- 41e cérémonie des People's Choice Awards 2015 : Alchimie à l'écran préférée dans une série télévisée dramatique pour Vampire Diaries (2009-2017) partagée avec Ian Somerhalder.
- 17e cérémonie des Teen Choice Awards 2015 : Meilleure actrice dans une série télévisée dramatique pour Vampire Diaries (2009-2017) pour le rôle d'Elena Gilbert.
- 17e cérémonie des Teen Choice Awards 2015 : Meilleur baiser dans une série télévisée dramatique pour Vampire Diaries (2009-2017) partagée avec Ian Somerhalder.
- 18e cérémonie des Teen Choice Awards 2016 : Meilleure actrice dans une série télévisée dramatique pour Vampire Diaries (2009-2017) pour le rôle d'Elena Gilbert.
- 18e cérémonie des Teen Choice Awards 2016 : Meilleur baiser dans une série télévisée dramatique pour Vampire Diaries (2009-2017) partagée avec Ian Somerhalder.

### Nominations
- 13e cérémonie des Teen Choice Awards 2011 : Meilleure vampire dans une série télévisée dramatique pour Vampire Diaries (2009-2017) pour le rôle d'Elena Gilbert.
- 39e cérémonie des People's Choice Awards 2013 : Actrice dramatique préférée dans une série télévisée dramatique pour Vampire Diaries (2009-2017) pour le rôle d'Elena Gilbert.
- 40e cérémonie des People's Choice Awards 2014 : Actrice de science-fiction ou fantastique préférée dans une série télévisée dramatique pour Vampire Diaries (2009-2017) pour le rôle d'Elena Gilbert.
- 41e cérémonie des People's Choice Awards 2015 : Actrice de science-fiction ou fantastique préférée dans une série télévisée dramatique pour Vampire Diaries (2009-2017) pour le rôle d'Elena Gilbert.

## Voix françaises
| - Caroline Lallau dans : - American Voice (téléfilm) - Vampire Diaries (série télévisée) - The Originals (série télévisée) - Gangsters par alliance - Mélanie Dermont (Belgique) dans : - Le Monde de Charlie - Cops : Les Forces du désordre - Kelly Marot dans : - Lucky Day - Love Hard | et aussi - Christelle Lang dans Degrassi : La Nouvelle Génération (série télévisée) - Cécile D'Orlando dans L'Expérience interdite : Flatliners - Camille Donda dans xXx : Reactivated - Céline Melloul dans Mon voisin le loup-garou (téléfilm) - Sophie Pyronnet (Belgique) dans The Bricklayer |

Au Québec
| - Amélie Bonenfant dans : - Par amour des chiens - Jour de chance - Régner sur la ville | - Dominique Laniel dans : - xXx : Le Retour de Xander Cage - Lignes interdites |